# Kayee Unou
Kayee Unou is een bestuurslaag in het regentschap Nagan Raya van de provincie Atjeh, Indonesië. Kayee Unou telt 270 inwoners (volkstelling 2010).